# Enrique Munné
Enrique Munné fue un pintor catalán que se radicó en Argentina.
Nació en Barcelona (España) en 1880 y falleció en Rosario (Argentina), en 1949.

## Biografía
Llega a Rosario (provincia de Santa Fe) en 1907 junto al escultor Vicente Paino.
Fue el creador de una Escuela de Arte en la ciudad de Rosario.
Comenzó en el taller de vitrales de Buxadera, en el Club Industrial.
Luego fue profesor en la Academia de Bellas Artes (en Buenos Aires).
Construyó su taller en calle Maipú entre Rioja y Córdoba.
En este taller junto a su hermano realizaban tareas de letrista en carteles de publicidad.
Los aristócratas rosarinos no compraban ni valoraban sus obras, ya que lo repudiaban por su condición política (era anarquista).
La curia, en cambio, compró alguno de sus murales, ya que reflejaban con exactitud fotográfica, rostros, relieves y paisajes de Tierra Santa (realizados únicamente a partir de relatos verbales).
Munné se mantuvo económicamente realizando decoraciones, afiches y modelado, trabajando y componiendo letras en su domicilio.
Fue nombrado presidente de la escuela del Centre Catalá; con impecable técnica y amplia cultura, dictó cursos de arte, discutía con ardor el tema político y social de la época, el conocimiento de varios idiomas le permitía participar con compañías italianas, españolas o francesas.
En sus últimos años, ante la pérdida de la vista, se dedicó a la poesía, vivió frente a la calle Maipú 724.

## Algo más de historia

### Pioneros en las artes rosarinas
- Erminio Blotta (Morano Cálabro, Calabria, 1892 – Rosario, 1976)
- Santiago Caccia
- José Carmignani
- Mateo Casella
- Durigón
- Domingo Fontana
- Jerónimo Fontana
- Luis Fontana
- Julio Ángel Galli
- Luis Levoni
- Enrique Munné
- Nazareno Orlandi
- Daniel Palau
- Ragazzini
- Carlos Righetti
- Scarabelli
- Francisco Stella
- Dante Veratti
- Pedro Vicari
- Salvador Zaino
- Enrique Servera Rubio

### Agrupación de Plásticos Independientes
Surge en 1942 de algunos de los integrantes de la Mutualidad.
- Leónidas Gambartes
- García Carreras
- Garrone
- Gianzone
- Juan Grela
- Herrero Miranda
- Paino
- Nicolás de San Luis
- Uriarte
- Julio Vanzo
- Warecki

### Escultores importantes
- Erminio Blotta (Calabria, 1892 – Rosario, 1976).
- José Gerbino (italiano recibido en Europa de arquitecto, ejerció la docencia como profesor de escultura y cerámica en la Escuela de Artes Visuales de Rosario)
- Luis Michelón (hábil tallista en madera y dibujante de anatomía de la Facultad de Medicina)
- Los hermanos Godofredo y Guillermo Paino (excelentes escultores y tallistas en madera)

## Centros de reunión rosarinos
Centros de reunión y bohemia rosarinos: algunos cafés fueron lugar de encuentro de artistas, anarquistas, socialistas, recitadores, poetas, periodistas, marineros, no faltaba el violín, piano o la “pianola” por 10 centavos permitía oír dos piezas de música (pianola: piano mecanizado que funcionaba a pedal y cambiando un rollo ejecutaba diferentes melodías). La vitrola costaba 5 centavos el disco, manejado por una dama: “La Vitrolera”. Los cafés eran escenarios de las primeras lecturas de autores rusos, se escuchaba música clásica e impresionista, quién dirigía y promovía esto era Alfredo Chabra Acosta (llamado Atalaya, peruano, importante crítico y redactor de la revista cultural Bohemia; fue orientador de muchos jóvenes. Escribió el libro Críticas de arte argentino, que fue editado después de fallecido. Fue velado en el primitivo local de una de las asociaciones de artistas que había en Rosario.
Artistas asistentes a estas reuniones:
- Aguilar (dibujante)
- Demetrio Antoníadis (pintor)
- Antonio Berni (pintor, grabador)
- Erminio Blotta (escultor, 1892-1976)
- César Caggiano (pintor y escultor)
- Gustavo Cochet (pintor y grabador)
- Manuel Ferrer Dodero (pintor)
- Isidro García Rouzaut (pintor)
- Alfredo Guido (pintor, grabador y escultor)
- Máximo Medina (pintor, y pintor de brocha gorda)
- Nicolás Melfi (pintor)
- Santiago Minturn Zerva (pintor y grabador)
- Francisco Miranda (pintor)
- Enrique Munné (pintor)
- Manuel Musto
- Juan Naranjo (pintor)
- Julián Nicolás (pintor)
- Luis Ouvrard
- Daniel Palau (escultor)
- Jesús Palau (dibujante)
- Marzocchi Paz (excelente dibujante)
- Pablo Pierre (pintor)
- Rafaelli (dibujante)
- Emilio Sánchez Sans (pintor)
- Alejandro Sartoris (escultor)
- Augusto Schiavonni (pintor)
- José Martín Torrejón (pintor)
- Manuel Zamora (dibujante)

## Algunas obras de Munné
- Esculturas El descendimiento de la cruz y Piedad; se encuentran en el Panteón de la Sociedad Española de Socorros (en el Cementerio del Salvador, en Rosario).
- Cánticos de Navidad (óleo de 1,50 × 2,00 m; marco de 2 × 2,5 m; ancho del marco: 30 cm, espesor del marco: 5 cm; autor del marco labrado: Vicente Paino
- Retrato de Manuel Quintana (presidente argentino); se encuentra en el Centre Catalá (calle Entre Ríos al 700, en la ciudad de Rosario).
- En el Centro Catalán hay otras obras de su pertenencia.